# Окись (фильм)
«Окись» (англ. Powder Blue, Бледная синева, в английском языке это словосочетание ассоциируется со свежевыпавшим холодным снегом) — психологическая драма американского режиссёра вьетнамского происхождения Тимоти Линя Буй о городских маргиналах — одиноких маленьких людях в большом американском городе. Роль в этом фильме для актёра Патрика Суэйзи стала последней ролью в полнометражных фильмах.

## Сюжет
Действие фильма происходит в наше время, в Лос-Анджелесе, в предпраздничные дни перед католическим Рождеством. Несмотря на мелькающие в кадрах праздничные огни, весь фильм словно пропитан холодным бледно-синим цветом смерти, который ещё более подчеркивают резко контрастирующие кадры, заполненные розовым цветом огней ночных «заведений».
Отсидев 25 лет тюрьмы, одинокий постаревший вор Джек Доэни возвращается в Лос-Анджелес. Он болен раком и хочет перед смертью разыскать свою дочь Джонни, никогда не знавшую его.
Одинокая Джонни работает у неряшливого Ларри «Бархата» в ночном клубе «Дикий Бархат» стриптизёршей под псевдонимом «Скарлет». Там, в приватном «голубом зале», она зарабатывает себе деньги, которые тратит на уход за маленьким сыном, находящимся в больнице в состоянии комы.
Хозяин квартиры, которую снимает Джонни, выставляет на улицу её любимую собаку, которую случайно подбирает и оставляет себе молодой работник похоронного бюро Кверти Дулитл. Одинокий застенчивый астматик Кверти унаследовал убыточное похоронное бюро от умершего отца и пытается заработать на жизнь тем, что продаёт гробы, бальзамирует и подкрашивает розовой краской бледно-синих покойников перед похоронами.
На работу к Кверти Дулитлу приходит темнокожий мужчина Чарли, который на самом деле является одиноким бывшим пастором, жаждущим смерти после гибели любимой женщины. Незадолго до этого бывший пастор познакомился с одинокой транс-женщиной, не перенёсшей хирургическую коррекцию пола и зарабатывающей на жизнь уличной проституцией, и безуспешно пытался заставить её убить его за 50 000 долларов.
Теперь, примериваясь к гробу в похоронном бюро, бывший пастор с той же самой просьбой обращается и к Кверти Дулитлу…

## В ролях
- Джессика Бил — Роза-Джонни
- Эдди Редмэйн — Кверти Дулитл
- Форест Уитакер — Чарли
- Рэй Лиотта — Джек Доэни
- Лиза Кудроу — Салли
- Патрик Суэйзи — Ларри «Бархат»
- Крис Кристофферсон — Рэндел
- Сэна Латан — Диана